# アイザック・ニュートン・ウォロップ (第5代ポーツマス伯爵)

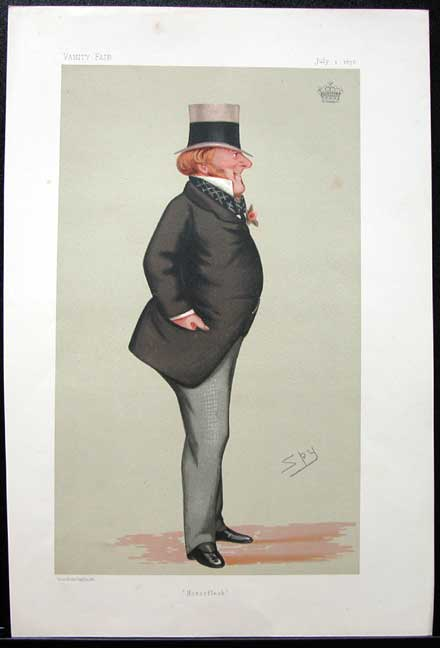
『バニティ・フェア』1876年7月1日号におけるカリカチュア、レスリー・ウォード画。

第5代ポーツマス伯爵アイザック・ニュートン・ウォロップ（英語: Isaac Newton Wallop, 5th Earl of Portsmouth、出生名アイザック・ニュートン・フェローズ（Issac Newton Fellowes）、1825年1月11日 – 1891年10月4日）は、グレートブリテン貴族。1853年から1854年までリミントン子爵の儀礼称号を使用した。
1872年にアイザック・ニュートンの書簡集をケンブリッジ大学に貸与したことで知られる。

## 生涯
第4代ポーツマス伯爵ニュートン・フェローズとキャサリン・フォーテスキュー（Catherine Fortescue、1786年8月30日 – 1854年4月17日、初代フォーテスキュー伯爵ヒュー・フォーテスキューの娘）の息子として、1825年1月11日にノース・デヴォンのキャッスル・ヒルで生まれた。25年以上年の離れた異母兄ヘンリー・アーサー・ウォロップ（1799年10月29日 – 1847年2月15日）がいるが、ヘンリーは父に先立って死去した。
ラグビー校で教育を受けた後、1843年10月にケンブリッジ大学トリニティ・カレッジに入学した。1846年3月27日にコルネットとして軽騎兵第16連隊に入隊、1852年6月14日にノース・デヴォン民兵隊の大尉に任命された。
1854年1月9日に父が死去すると、ポーツマス伯爵位を継承、同時に姓を先祖の「ウォロップ」姓に戻した。
首相ウィリアム・グラッドストンから侯爵への叙爵とガーター勲章の授与を打診されたが、身に余る名誉だとして辞退したという。
1883年時点でハンプシャーに17,460エーカーの、デヴォンに16,414エーカーの、サマセットに646エーカーの、ウェックスフォード県に12,464エーカーの領地を有し、領地から年収66,271ポンドが得られた。またハーストボーン・パークやエギスフォード・ハウスといった邸宅を所有した。
1891年10月4日にデヴォンのエギスフォード・ハウスで死去、息子ニュートンが爵位を継承した。

## ニュートン書簡集
著名な科学者であるアイザック・ニュートン（1727年没）の死後、その書簡集はまずニュートンの異母妹ハンナの娘キャサリン・バートン（1739年没）とバートンの夫ジョン・コンデュイット（1737年没）が継承したが、2人の死後は娘キャサリン・コンデュイット（Catherine Conduitt、1750年4月15日没）が継承した。キャサリン・コンデュイットは1740年にジョン・ウォロップ閣下と結婚、第2代ポーツマス伯爵ジョン・ウォロップなどの子女をもうけた。コンデュイット家は書簡集のうち神学に関連するものを出版に向けて整理したが（1872年にオックスフォード大学ユニヴァーシティ・カレッジが入手した）、それ以外の書簡は第2代ポーツマス伯爵が継承、1世紀後の第5代ポーツマス伯爵の時期でもポーツマス伯爵家が保有した。
1872年、ポーツマス伯爵はジョン・クーチ・アダムズとジョージ・ガブリエル・ストークスの説得に応じて、書簡集のうち科学との関連がみられるものをケンブリッジ大学に寄贈、それ以外は貸与にのみ応じた。アダムズやストークスらケンブリッジ大学の学者は16年間かけて書簡集を研究し、書簡集のカタログを作成した後、一部を除いて大半をポーツマス伯爵に返還した。書簡集は第5代ポーツマス伯爵の最晩年にあたる1891年に火事に遭ったが、間一髪で失われずに済んだ。以降ニュートン書簡集は第6代から第8代ポーツマス伯爵の手に残ったが、1936年にサザビーズで競売にかけられ、ジョン・メイナード・ケインズら3人が落札した。

## 家族
1855年2月15日、エヴリン・アリシア・ジュリアナ・ハーバート（Eveline Alicia Juliana Herbert、1834年12月21日 – 1906年10月1日、第3代カーナーヴォン伯爵ヘンリー・ハーバートの娘）と結婚、6男6女をもうけた。
- ニュートン（英語版）（1856年1月19日 – 1917年12月4日） - 第6代ポーツマス伯爵
- ジョン・フェローズ（1859年12月27日 – 1925年9月7日） - 第7代ポーツマス伯爵
- オリヴァー・ヘンリー（英語版）（1861年1月13日 – 1943年2月10日） - 第8代ポーツマス伯爵
- ロバート・ジェラード・ヴァロインス（1864年7月6日 – 1940年8月22日）
- アーサー・ジョージ・エドワード（1867年10月12日 – 1898年12月22日）
- フレデリック・ヘンリー・アーサー（1870年2月16日 – 1953年8月9日）
- キャサリン・ヘンリエッタ（1935年8月21日没） - 1876年12月7日、チャールズ・ミルンズ・ガスケル（英語版）（1842年1月23日 – 1919年1月9日、ジェームズ・ミルンズ・ガスケル（英語版）の息子）と結婚、子供あり
- エヴリン・カミラ（Eveline Camilla、1894年9月14日没） - 1888年9月20日、ウィリアム・ブランプトン・ガードン（英語版）（1840年9月5日 – 1910年5月31日、ブランプトン・ガードン（英語版）の息子）と結婚
- ロザモン・アリシア（Rosamond Alicia、1935年11月19日没） - 1882年2月9日、オーガスタス・ランガム・クリスティ（Augustus Langham Christie、1857年8月8日 – 1930年4月7日、ウィリアム・ランガム・クリスティ（英語版）の息子）と結婚、子供あり
- ドロシア・ヘスター・ブルエット（Dorothea Hester Bluett、1906年12月29日没） - 1886年2月11日、第5代準男爵サー・リチャード・ネルソン・ライクロフトと結婚、子供あり
- グウェンドリン・マーガレット（Gwendolen Margaret、1943年2月14日没） - 1891年2月3日、ヴァーノン・ジェームズ・ワットニー（Vernon James Watney、1860年10月14日 – 1928年8月27日、ジェームズ・ワットニー（英語版）の息子）と結婚、子供あり
- ヘンリエッタ・アンナ（1932年2月28日没） - 1890年10月14日、ジョン・カーベリー・エヴァンス（John Carbery Evans、1954年9月30日没）と結婚、子供あり